# Katarina Karnéus

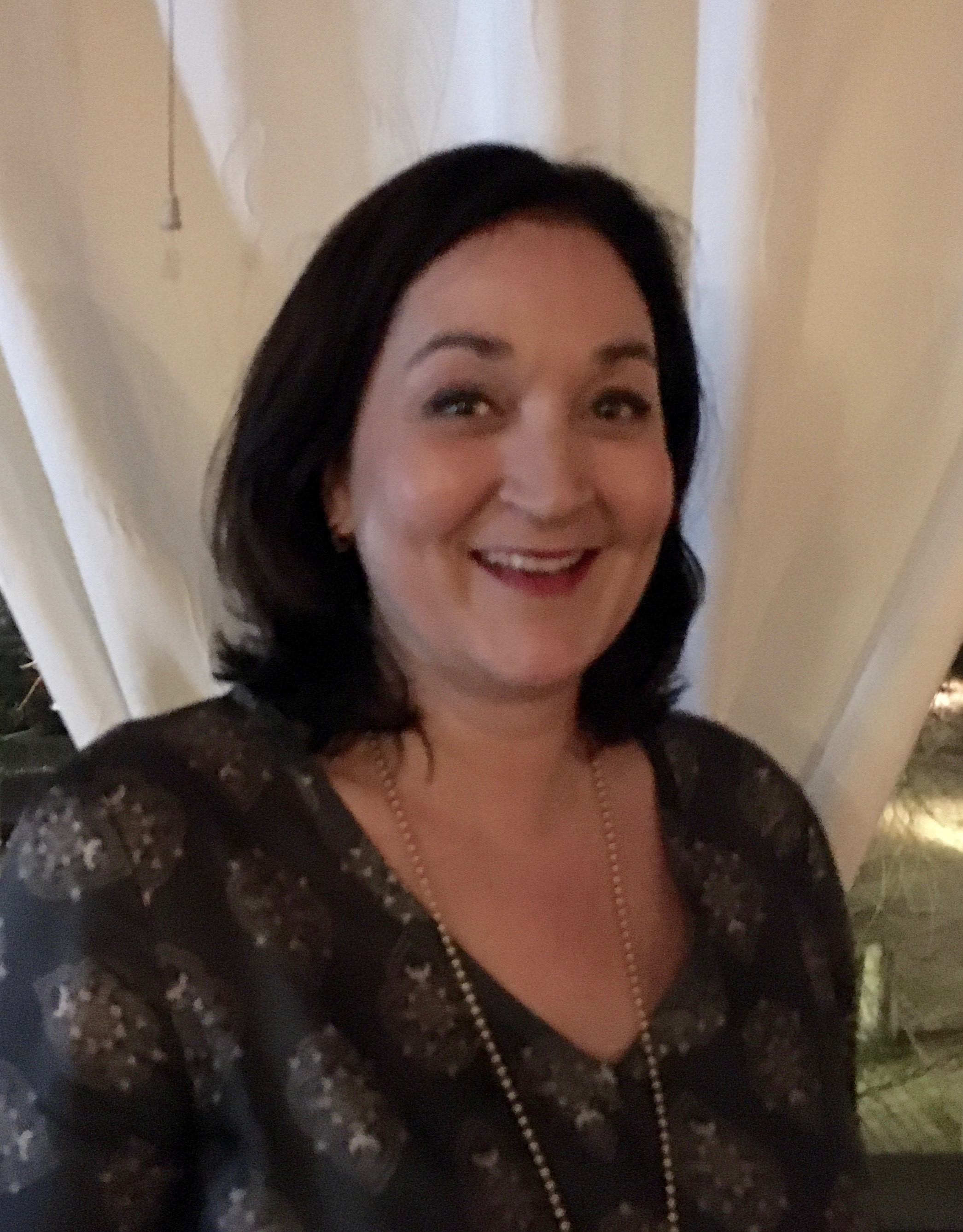
Katarina Karnéus (2020)

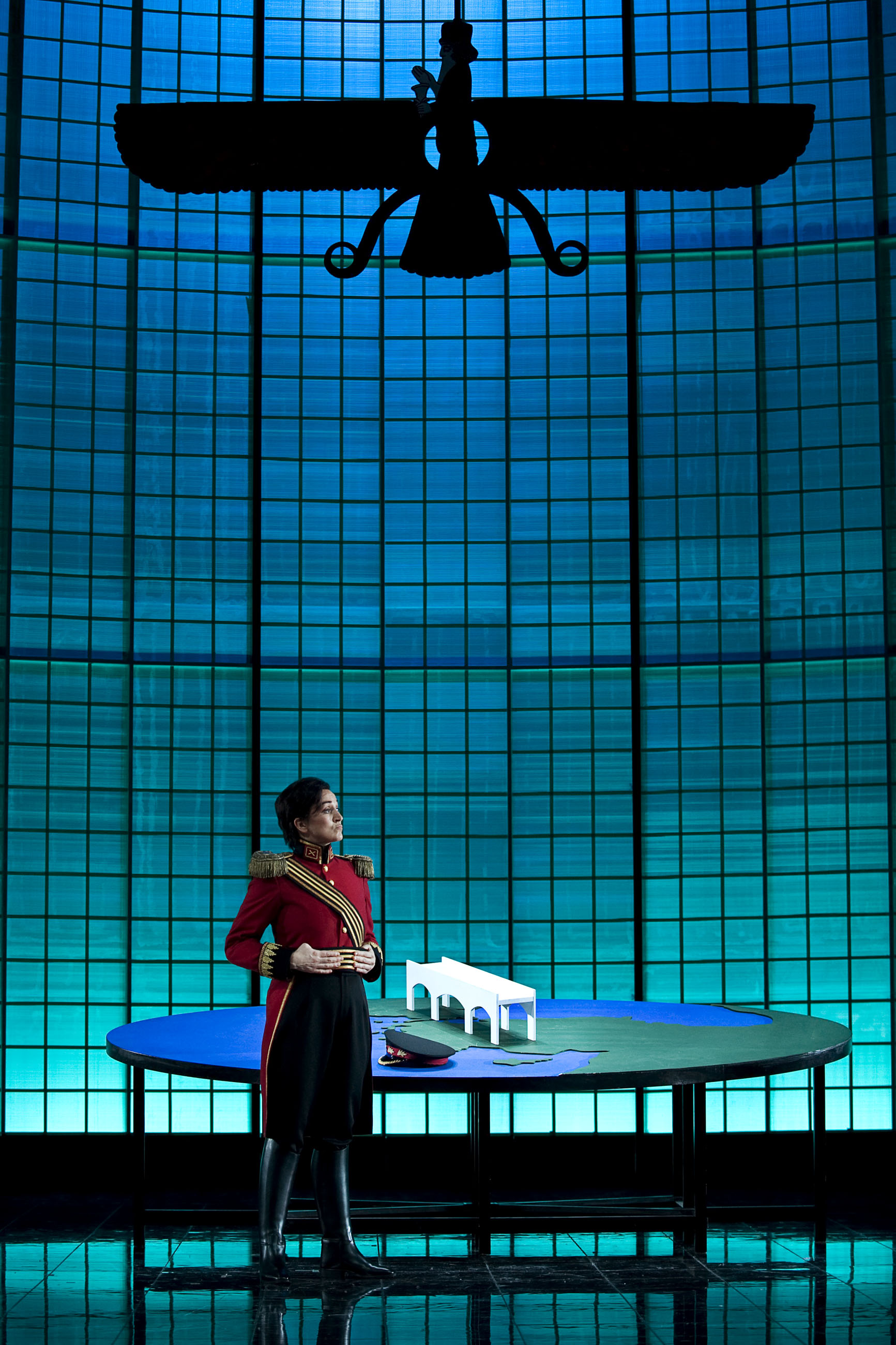
Katarina Karnéus (2009)

Katarina Karnéus (* 26. November 1965 in Stockholm) ist eine schwedische Opernsängerin (Mezzosopran).

## Leben
Karnéus schloss ihre musikalische Ausbildung am Trinity College of Music in London sowie am National Opera Studio ab. Seither ist sie vor allem als Konzert- und Opernsängerin aktiv. Bei ihrer umfangreichen internationalen Tätigkeit trat sie unter anderem an der Welsh National Opera, der English National Opera, der Opéra Comique, der Opéra Bastille in Paris, der Chicago Lyric Opera, beim Glyndebourne-Festival, am Brüsseler Théâtre de la Monnaie, an der Metropolitan Opera New York, am Royal Opera House Covent Garden, London, sowie an der Bayerischen Staatsoper in München auf.
Ihr Repertoire schließt folgende Partien ein: Dorabella (Così fan tutte), Sesto (Giulio Cesare in Egitto), Cherubino (Le nozze di Figaro), Rosina (Il barbiere di Siviglia), Angelina (La Cenerentola), Octavian (Der Rosenkavalier), Marguerite (La damnation de Faust), Annio und Sesto (La clemenza di Tito), Geschwitz (Lulu).

## Auszeichnungen
- Christine Nielsen Award (1994)
- Gesamtsieg beim Wettbewerb Cardiff Singer of the World (1995)

## CDs
- 1998: „Katarina Karnéus sings Strauss, Mahler, Marx“. Mit Roger Vignoles (Klavier) Recorded 7/1998 at St. Michael’s Church, Highgate, London  EMI CLASSICS CDZ 5 73168 2
- 2002: „Sibelius Songs“. Mit Julius Drake (Klavier). Recorded 6/2001, Hyperion, CDA67318
- 2008: „Grieg Songs“, Julius Drake (Klavier), Hyperion
- 2011: „Mahler  Orchestral Songs“, Gothenburg Symphony Orchestra, Susanna Mälkki, BIS